# Avianius Evander
Avianius Evander est un toreute, restaurateur d'art et sculpteur grec de l'époque hellénistique récente (Ier siècle av. J.-C.).
Originaire d'Athènes, il est affranchi par le patricien M. Aemilius Avianius, dont il prend le cognomen, il est toreute et sculpteur de statues. Il fournit également en marbres décoratifs Cicéron, qui le mentionne dans ses lettres avec un certain agacement. Marc Antoine le fait venir à Alexandrie puis à Rome Là, Auguste lui confie la restauration de l'Artémis de Timothéos pour le sanctuaire d'Apollon sur le mont Palatin, dédié en 28 av. J.-C.. Sa vie n'est pas connue après cette date.